# 정현숙 (성우)
정현숙(1962년 12월 17일 ~ )은 대한민국의 성우이다. 1987년 EBS에 입사했으며, 현재는 EBS 9기이다. 교육방송 성우극회 소속.

## 주요 출연작품

### 애니메이션
- 세계명작동화 (EBS) - '꼬마 토끼 레지의 숲 속 탐험'편
- 키리쿠와 마녀 (EBS) - 뚱뚱한 여자
- 천사랑 (EBS) - 와뚜

### 방송
- 딩동댕 유치원 (EBS)
- 만들어 볼까요
- 지금은 시청자 시대
- 육아일기

### 외화
- 천사들의 합창 (EBS) - 마리아 호아키나

### 라디오
- 부모의 시간
- 이야기 쌤